# Triodontopyga friburguensis
Triodontopyga friburguensis là một loài ruồi trong họ Tachinidae.